# سابینین
پاپ سابینین (به انگلیسی: Pope Sabinian) یکی از پاپ‌های کلیسای کاتولیک رم بود که در بلرا به دنیا آمد و بین سال‌های ۶۰۴ تا ۶۰۶ میلادی پاپ بود.